# 富山県道294号川上中北野線
富山県道294号川上中北野線（とやまけんどう294ごう かわかみなかきたのせん）は、富山県南砺市内を通る一般県道（富山県道）である。

## 概要

### 路線データ
- 起点：富山県南砺市川上中1300[1]（＝富山県道284号井波井口城端線交点）
- 終点：富山県南砺市北野3784[1]（＝富山県道21号井波城端線交点）

## 歴史
- 1960年（昭和35年）4月23日：路線認定[1][2]。

## 地理

### 通過する自治体
- 富山県南砺市

### 接続する道路
- 富山県道284号井波井口城端線（南砺市川上中：起点）
- 富山県道21号井波城端線（南砺市北野：終点）

### 周辺
- トナミロイヤルゴルフ倶楽部
- 川田ニット 本社・工場